# Ben Howard
Benjamin John Howard, noto semplicemente come Ben Howard (Londra, 24 aprile 1987), è un cantautore e musicista inglese.

## Biografia
Dopo aver terminato il College, ha iniziato a studiare giornalismo alla Falmouth University. Dopo un tour di successo tenuto in buona parte del Regno Unito ed i primi contatti discografici con la Island Records, ha deciso di dedicarsi alla musica. Nel 2008 ha rilasciato un EP chiamato Games in the Dark; mentre nel luglio 2009 è uscito These Waters, EP prodotto da Dan Gautreau e contenente sei tracce. Un altro EP, pubblicato nell'aprile 2011, è Old Pine, seguito da una serie di singoli come Keep Your Head Up (agosto 2011) e The Fear (dicembre).
Dopo la pubblicazione di altri singoli (The Wolves e Old Pine, tratto dall'EP omonimo) ha inciso il suo album di debutto, Every Kingdom nell'ottobre 2011, il quale contiene, per la maggior parte delle tracce, brani già editi. Il disco ha ricevuto una nomination al Mercury Prize 2012. Inoltre ha raggiunto la posizione numero 4 della Official Albums Chart e ha ottenuto un ottimo successo anche in Belgio (numero 2) e Olanda (numero 2). Howard si è avvalso della collaborazione di India Bourne e Chris Bond sia in studio che nei concerti dal vivo. Nel 2012 il disco è stato pubblicato negli Stati Uniti e il cantante si è esibito al South by Southwest. Nel maggio 2012 ha partecipato alla trasmissione televisiva Later... with Jools Holland e successivamente, nel corso di tutta l'estate del 2012, ha preso parte a numerosi festival sia in Europa che negli Stati Uniti.
Nel novembre 2012 ha pubblicato l'EP The Burgh Island, prodotto da Chris Bond, che ha contribuito anche al lato artistico. Nel giugno 2013 Howard si è esibito al Glastonbury Festival. Sempre nel 2013 ha vinto ben due BRIT Awards nelle categorie "British Breakthrough Act" e "British Solo Male Artist".
Nell'ottobre 2014 ha pubblicato il suo secondo album in studio I Forget Where We Were, anticipato dal singolo omonimo diffuso nel mese di agosto. Il disco ha raggiunto la vetta della classifica britannica.
Il 1º giugno 2018 è uscito il suo terzo album Noonday Dream.

## Stile musicale
Howard suona la chitarra con la mano sinistra e fa ampio uso di accordature alternative. Integra diverse accordature utilizzando un capotasto mobile per molte canzoni (Further Away, Everything, End of the Affair) al fine di utilizzare note armoniche o di basso altrimenti non disponibili. Ha anche un caratteristico stile di percussione, chiamato "pick and go", e il metodo di appoggiare la chitarra sulle ginocchia e suonarla a percussione è stato influenzato dal cantautore e chitarrista folk contemporaneo John Smith.

## Vita privata
Ha una relazione con Agatha Lintott dal 2014. È un tifoso della squadra Liverpool Football Club.

## Discografia

### Album
- 2011 - Every Kingdom
- 2014 - I Forget Where We Were
- 2018 - Noonday Dream
- 2021 - Collections from the Whiteout
- 2023 - Is It?

### EP
- 2008 - Games in the Dark EP
- 2009 - These Waters EP
- 2011 - Old Pine EP
- 2011 - Ben Howard Live EP
- 2012 - The Burgh Island EP

### Singoli
- 2009 - Three Tree Town
- 2009 - Follaton Wood
- 2009 - Further Away
- 2011 - Soldiers
- 2011 - The Wolves
- 2011 - Keep Your Head Up
- 2011 - The Fear
- 2012 - Only Love
- 2012 - Old Pine
- 2012 - Depth Over Distance
- 2013 - Promise
- 2014 - End Of The Affair
- 2014 - I Forget Where We Were

### Cover in italiano
- 2013 - Testa Alta è la versione in italiano di Keep your head up, tradotta e cantata da Ron, pubblicata nell'album Way Out.